# Эт-Тафила
Эт-Тафи́ла (араб. الطفيلة‎) — город на западе Иордании, административный центр одноимённой мухафазы.

## История
В древности город входил в состав Идумеи и был известен как Тофел. Упоминается в Библии.

## Географическое положение
Город находится в центральной части мухафазы, в гористой местности, на расстоянии приблизительно 120 километров к юго-юго-западу (SSW) от столицы страны Аммана. Абсолютная высота — 985 метров над уровнем моря.

## Демография
По данным переписи 2004 года численность население составляла 23 512 человек.
Динамика численности населения города по годам:
| 1994   | 2004   | 2013   |
| ------ | ------ | ------ |
| 20 881 | 23 512 | 29 557 |

## Экономика
Основными продуктами городского экспорта являются фосфаты и сырьё для производства цемента. Также развито сельское хозяйство.